# Kamienica przy Placu Uniwersyteckim 11/12 we Wrocławiu
Kamienica przy Placu Uniwersyteckim 12 – kamienica o rodowodzie średniowiecznym znajdująca się w centrum Wrocławia, na Placu Uniwersyteckim, obecnie siedziba Instytutu Informacji Naukowej i Bibliotekoznawstwa.

## Historia
Kamienica została wzniesiona w XVIII wieku jako czterokondygnacyjny, trzyosiowy budynek. Około 1870 roku kamienica została przebudowana; nadano jej neomanierystyczną fasadę z naczółkami nad oknami w środkowej osi (półkolisty na drugiej kondygnacji i trójkątny na trzeciej) oraz pokryto dachem mansardowym z trzema lukarnami.  

### Po 1945
Podczas działań wojennych w 1945 roku kamienica nie została poważnie uszkodzona. Pod koniec lat siedemdziesiątych lub na początku osiemdziesiątych XX wieku dokonano remontu budynku, w wyniku czego zlikwidowano lukarny i dopasowano poziom dachu do sąsiedniej kamienicy. 